# Llista d'acrònims astronòmics
Aquesta és una recopilació de les sigles d'ús comú en l'astronomia. La majoria de les sigles s'han extret de l'astronomia professional i s'utilitzen amb força freqüència en les publicacions científiques. Tanmateix, algunes d'aquestes sigles s'utilitzen amb freqüència per al públic en general o per astrònoms aficionats.
Els acrònims relacionats més avall pertanyen a una o més de les categories següents:
- Terminologia astrofísica – categoria general per acrònims relacionats amb la física
- Catàleg – categoria de col·leccions de dades científiques tabulades
- Xarxa de comunicacions – categoria que inclou qualsevol xarxa que funciona primàriament per comunicar amb naus espacials en comptes de fins purament astronòmiques
- Dades – categoria general de dades astrofísiques no associades amb cap catàleg tot-sol o un programa d'observació
- Objecte celeste – una categoria que conté acrònims d'objectes naturals de l'espai i per adjectius que s'apliquen als objectes de l'espai
- Instrumentació – categoria pels telescopis i altres equipaments de naus espacials, particularment detectors capaços de crear imatges i espectròmetres
- Reunió - categoria per acrònims usats per descriure reunions que no s'anomenen segons les organitzacions
- Programa d'observació – programa astronòmic, sovint un estudi, d'un o més individus; també es pot referir al grup de l'estudi.
- Organització – categoria per qualsevol gran organització privada, organització governamental, o companyia
- Persona – categoria per termes que fan referència a individus
- Publicació – categoria per acrònims usats a revistes, revistes científiques, i publicacions similars relacionades amb l'astronomia
- Programari – categoria per tots els programes d'ordinador excepte les dades catalogades (que han estat llistades com a “catàleg”) i imatges científiques
- Nau espacial – categoria que inclou totes les naus espacials excepte els telescopis espacials
- Telescopi – categoria que inclou tant els grups de telescopis com els telescopis espacials; les organitzacions que operen telescopis (per exemple l'Observatori Astronòmic Òptic Nacional (NOAO) es llisten a l'ítem “organització”

## 0-9
- 1RXH - (catàleg) 1r HRI Raigs X del ROSAT, catàleg de fonts detectats pel ROSAT en les observacions ho va assenyalar amb el seu aparell d'Imatges alta resolució
- 1RXS - (catàleg) 1a investigació del ROSAT de raigs X, catàleg de fonts detectats pel ROSAT en una inspecció de tot el cel
- 2dF - (instrumentació) Camp de dos graus, espectrògraf en el Telescopi Anglo-Australià
- 2dFGRS - (observing program) Two-degree-Field Galaxy Redshift Survey
- 2MASP - (catalog) Two-Micron All Sky Survey Prototype, an early version of the 2MASS catalog
- 2MASS - (observing program/catalog) Two-Micron All Sky Survey, an all-sky survey in the near-infrared; also used to describe the catalog of sources from the survey
- 2MASSI - (catalog) Two-Micron All Sky Survey, Incremental release, one of the versions of the 2MASS catalog
- 2MASSW - (catalog) Two-Micron All Sky Survey, Working database, one of the versions of the 2MASS catalog
- 2SLAQ - (observing program) 2dF-SDSS LRG And QSO survey
- 6dF - (instrumentation) Six-degree Field, spectrograph on the UKST